# Iwanikowo (obwód wołogodzki)
Iwanikowo (ros. Иваниково) – wieś w Rosji, w rejonie charowskim obwodu wołogodzkiego. W 2010 r. liczyła 11 mieszkańców.